# Råtjärnen (Fredrika socken, Lappland)
Råtjärnen är en sjö i Åsele kommun i Lappland och ingår i Lögdeälvens huvudavrinningsområde. Sjön har en area på 0,0364 kvadratkilometer och ligger 394,6 meter över havet. Vid provfiske har öring fångats i sjön.

## Delavrinningsområde
Råtjärnen ingår i det delavrinningsområde (712093-163389) som SMHI kallar för Utloppet av Råtjärnen. Medelhöjden är 431 meter över havet och ytan är 0,59 kvadratkilometer. Det finns ett avrinningsområde uppströms, och räknas det in blir den ackumulerade arean 3,66 kvadratkilometer. Vattendraget som avvattnar avrinningsområdet har biflödesordning 3, vilket innebär att vattnet flödar genom totalt 3 vattendrag innan det når havet efter 120 kilometer. Avrinningsområdet består mestadels av skog (89 procent). Avrinningsområdet har 0,03 kvadratkilometer vattenytor vilket ger det en sjöprocent på 5,6 procent.